# Министерство иностранных дел и международных отношений Сьерра-Леоне
Министерство иностранных дел и международных отношений Сьерра-Леоне отвечает за внешнюю политику и международные отношения Сьерра-Леоне. Это одно из самых старших по рангу министерств в кабинете Сьерра-Леоне. Министерство иностранных дел находится на улице Глостер в городе Фритаун, Сьерра-Леоне.
Министерство занимается выдачей паспортов своим гражданам и виз иностранным гражданам. Все посольства Сьерра-Леоне за рубежом работают непосредственно в подчинении Министерства иностранных дел и международных отношений Сьерра-Леоне. Министр иностранных дел и международных отношений назначается президентом Сьерра-Леоне и утверждается парламентом Сьерра-Леоне.